# Claude Frassen
Claude Frassen, né en 1620 à Péronne et décédé à Paris le 26 février 1711, est un franciscain philosophe et théologien scotiste.

## Biographie
Claude Frassen entre dans l'Ordre franciscain à Péronne dans sa dix-septième année. Après son noviciat, il achève  ses études à Paris. Il est durant trente ans professeur de philosophie et de théologie au Grand Couvent Cordelier de Paris. En 1662, il est docteur de la Sorbonne.

Couverture de Scotus Academicus

Il prit part aux chapitres généraux de l'ordre à Tolède et à Rome. Son conseil était recherché non seulement par les ecclésiastiques, mais également par les dignitaires laïques, notamment par Louis XIV de France, qui le tenait en grande estime.
Le plus célèbre de ses ouvrages est "Scotus Academicus" avec près de 100 éditions. Cet ouvrage est considéré comme l’une des présentations les plus importantes et les plus savantes de la théologie de Jean Duns Scot.

## Œuvres principales
- Conduite spirituelle pour une personne qui veut vivre saintement, A Paris, chez Edme Couterot 1666[2]
- La regle du tiers-ordre de la penitence. Institué par le séraphique patriarche S. François, pour les personnes seculieres de l'un & l'autre sexe, qui desirent vivre religieusement dans le monde. Traduite & expliquée de nouveau par le R. P. Claude Frassen, A Paris, chez Edme Couterot 1666[3]
- Scotus academicus, seu Universa Doctoris subtilis theologica dogmata, Parisiis : apud E. Couterot, 1672-1677[4]
- Philosophia academica, quam ex selectissimis Aristotelis et Doctoris subtilis Scoti rationibus ac sententiis, Tolosae : ex off. G. L. Colomerii et H. Posüel, 1686[5]

## Liens Externes
- Ressource relative à la littérature :   - Projet de recherche en littérature de langue bretonne
- Ressource relative à la religion :   - Dictionnaire de spiritualité
- Notice dans un dictionnaire ou une encyclopédie généraliste :   - Deutsche Biographie
- Notices d'autorité :   - VIAF
  - ISNI
  - BnF (données)
  - IdRef
  - LCCN
  - GND
  - Italie
  - Belgique
  - Pays-Bas
  - NUKAT
  - Vatican
  - Tchéquie
  - Portugal
  - WorldCat
- Catholic Encyclopedia
- Schmutz, Jacob, "Frassen, Claude (1620-1711)", in : Dictionary of Seventeenth Century French Philosophers, ed. Luc Foisneau, London - New York : Thoemmes - Continuum, 2008, vol. I, 500-504